# Macrorhynchia quadriarmata
Macrorhynchia quadriarmata är en nässeldjursart som beskrevs av Watson 2000. Macrorhynchia quadriarmata ingår i släktet Macrorhynchia och familjen Aglaopheniidae. Inga underarter finns listade i Catalogue of Life.